# Михайловка (Ольховский район)
Михайловка — село в Ольховском районе Волгоградской области, в составе Каменнобродского сельского поселения. В селе имеется почтовое отделение.
Основано в 1850-х годах.
Население — 152 чел. (2010)

## История
Основано в 1850-х годах как выселок села Успенка. Село относилось к Ольховской волости Царицынского уезда Саратовской губернии. В 1881 году открыта земская школа, в 1892 году — фельдшерский пункт. В 1894 году земельный надел составлял 3079 десятин земли. Население села составляли бывшие государственные крестьяне, великороссы.
В конце XIX века на севере Михайловка граничила с деревней Довьяловкой, населённой малороссами. В 1898 году в Михайловке проживало 884 души обоего пола, в Довьяловке — 175. Жители обоих поселений занимались земледелием и извозом.
С 1928 года — административный центр Михайловского сельсовета Ольховского района Камышинского округа (округ ликвидирован в 1934 году) Нижневолжского края, с 1935 года — Сталинградского края (с 1936 года — Сталинградской области, с 1961 года — Волгоградской области). В 1894 году Каменно-Бродский и Михайловский сельсоветы были объединены в один Каменно-Бродский сельсовет, с центром в селе Каменный Брод.

## Общая физико-географическая характеристика
Село находится в степной местности, на высоте около 75 метров над уровнем моря, село вытянуто узкой полосой вдоль правого берега реки Иловли, с запада ограничено отрогами Доно-Медведицкой гряды, являющейся частью Приволжской возвышенности. Прилегающие к селу склоны Доно-Медведицкой гряды изрезаны балками и оврагами. В пойме Иловли сохранился пойменный лес. Почвы тёмно-каштановые.
Через село проходит автодорога Ольховка и Иловля. По автомобильным дорогам расстояние до областного центра города Волгоград — 150 км, до районного центра села Ольховка — 16 км.
Часовой пояс
Михайловка, как и вся Волгоградская область, находится в часовой зоне МСК (московское время). Смещение применяемого времени относительно UTC составляет +3:00.

## Население
Динамика численности населения
| 1862 | 1894 | 1897 | 1898 | 1911 | 1987 | 2002 |
| ---- | ---- | ---- | ---- | ---- | ---- | ---- |
| 367  | 788  | 951  | 884  | 1117 | ≈160 | 193  |

| 2010 |
| ---- |
| 152  |

### Известные жители
- Дубинин, Сергей Никитович (1920—1976) — разведчик в Великой Отечественной войне, полный кавалер ордена Славы.
- Тарарухин, Святослав Андреевич (1923—2014) — кандидат юридических наук (1965), профессор (1996); член Верховного Суда Украинской ССР; Заслуженный работник народного образования Украины (1996).